# Christoffer Källqvist
Christoffer Källqvist (født 26. august 1983) i Göteborg, Sverige er en svensk tidligere fodboldspiller (målmand). Han tilbragte hele sin 20 år lange karriere hos BK Häcken i sin fødeby, og vandt pokalturneringen Svenska Cupen med klubben i 2016.
Källqvist nåede aldrig at repræsentere det svenske A-landshold, men spillede mellem 2002 og 2005 20 kampe for landets U/21-landshold.

## Titler
Svenska Cupen
- 2016 med BK Häcken